# 翁楷
翁楷（?—?），清朝政治人物。
乾隆38年（1773年），擔任清朝遵义府婺川縣知縣。后由官綺岫接任。